# Ginástica nos Jogos Olímpicos Intercalados de 1906
Nos Jogos Olímpicos Intercalados de 1906 em Atenas, 4 eventos da ginástica foram realizados, todos masculinos. Denominados Jogos Intercalados, a edição de 1906 não é considerada oficial pelo Comitê Olímpico Internacional.

## Medalhistas
Masculino
| Evento                      | Ouro | Prata | Bronze |
| --------------------------- | --- | --- | --- |
| Individual geral, 5 eventos | Pierre Payssé · França | Alberto Braglia Itália | Georges Charmoille · França |
| Individual geral, 6 eventos | Pierre Payssé · França | Alberto Braglia Itália | Georges Charmoille · França |
| Escalada                    | Georgios Aliprantis Grécia | Béla Erődi Hungria | Konstantinos Kozanitas Grécia |
| Equipes                     | Carl Albert Andersen · Oskar Bye · Conrad Carlsrud · Harald Eriksen · Oswald Falch · Kristian Fjerdingen · Yngvar Fredriksen · Karl Haagensen · Harald Halvorsen · Petter Hol · Andreas Hagelund · Eugen Ingebretsen · Per Mathias Jespersen · Finn Münster · Frithjof Olsen · Carl Alfred Pedersen · Rasmus Pettersen · Thorleif Petersen · Thorleif Røhn · Johan Stumpf · Noruega | Carl Andersen · Halvor Birch · Harald Bukdahl · Kaj Gnudtzmann · Knud Holm · Erik Klem · Harald Klem · Louis Larsen · Jens Lorentzen · Robert Madsen · Carl Manicus-Hansen · Oluf Olsson · Hans Pedersen · Oluf Pedersen · Niels Petersen · Viktor Rasmussen · Marius Skram-Jensen · Marius Thuesen · Dinamarca | Federico Bertinotti Ciro Civinini Raffaello Giannoni Azeglio Innocenti Filiberto Innocenti Manrico Masetti Vitaliano Masotti Quintilio Mazzoncini Spartaco Nerozzi Manlio Pastorini Itália |

## Quadro de medalhas
| Ordem | País      | Medalha de ouro | Medalha de prata | Medalha de bronze | Total |
| ----- | --------- | --------------- | ---------------- | ----------------- | ----- |
| 1     | França    | 2               | 0                | 2                 | 4     |
| 2     | Grécia    | 1               | 0                | 1                 | 2     |
| 3     | Noruega   | 1               | 0                | 0                 | 1     |
| 4     | Itália    | 0               | 2                | 1                 | 3     |
| 5     | Dinamarca | 0               | 1                | 0                 | 1     |
| 5     | Hungria   | 0               | 1                | 0                 | 1     |
|       |           |                 |                  |                   |       |
| Total | Total     | 4               | 4                | 4                 | 12    |